# ستاره تی ثوری

پرتاب حباب گاز داغ از XZ Tauri، یک سیستم دوتایی از ستارگان T Tauri. مقیاس بسیار بزرگتر از مقیاس منظومه شمسی است.

ستارهٔ تی ثوری (به انگلیسی: T Tauri star) گونه‌ای از ستارگان متغیر است. ویژگی بارز این ستارگان تپش‌های بسیار سریع آن‌هاست. ستارگانی از این نوع اغلب در خوشه‌های جوانی یافت می‌شوند که مقداری گاز نامتراکم (سحابی‌گونه) در مجاورت آن‌هاست. این امر حاکی از این است که ستارگان تی ثوری احتمالاً بسیار جوان و در حال انقباض هستند و هنوز به صورت ستارگان رشتهٔ اصلی تثبیت نشده‌اند. ستارگان تی ثوری خطوط هیدروژن_آلفای دارند که این نوع در ستارگان تپنده پیرتر وجود ندارد